# Leichtathletik-Weltmeisterschaften 2011/Teilnehmer (Mali)
| Gelbes Symbol für Goldmedaillen mit stilisierten Olympischen Ringen | Graues Symbol für Silbermedaillen mit stilisierten Olympischen Ringen | Braundes Symbol für Bronzemedaillen mit stilisierten Olympischen Ringen |
| ------------------------------------------------------------------- | --------------------------------------------------------------------- | ----------------------------------------------------------------------- |
| —                                                                   | —                                                                     | —                                                                       |

Der Leichtathletik-Verband Malis stellte bei den Leichtathletik-Weltmeisterschaften 2011 im koreanischen Daegu zwei Teilnehmer.

## Ergebnisse

### Männer

#### Laufdisziplinen
| Athlet        | Disziplin | Vorlauf        | Vorlauf | Halbfinale  | Halbfinale | Finale        | Finale        |
| Athlet        | Disziplin | Zeit           | Platz   | Zeit        | Platz      | Zeit          | Platz         |
| ------------- | --------- | -------------- | ------- | ----------- | ---------- | ------------- | ------------- |
| Moussa Camara | 800 m     | 1:46,38 min NR | 10      | 1:48,15 min | 22         | ausgeschieden | ausgeschieden |

### Frauen

#### Laufdisziplinen
| Athletin       | Disziplin | Qualifikation | Qualifikation | Vorlauf    | Vorlauf | Halbfinale    | Halbfinale    | Finale        | Finale        |
| Athletin       | Disziplin | Zeit          | Platz         | Zeit       | Platz   | Zeit          | Platz         | Zeit          | Platz         |
| -------------- | --------- | ------------- | ------------- | ---------- | ------- | ------------- | ------------- | ------------- | ------------- |
| Djénébou Danté | 100 m     | 12,62 s SB    | 16            | 12,31 s PB | 47      | ausgeschieden | ausgeschieden | ausgeschieden | ausgeschieden |